# Válvula Schrader

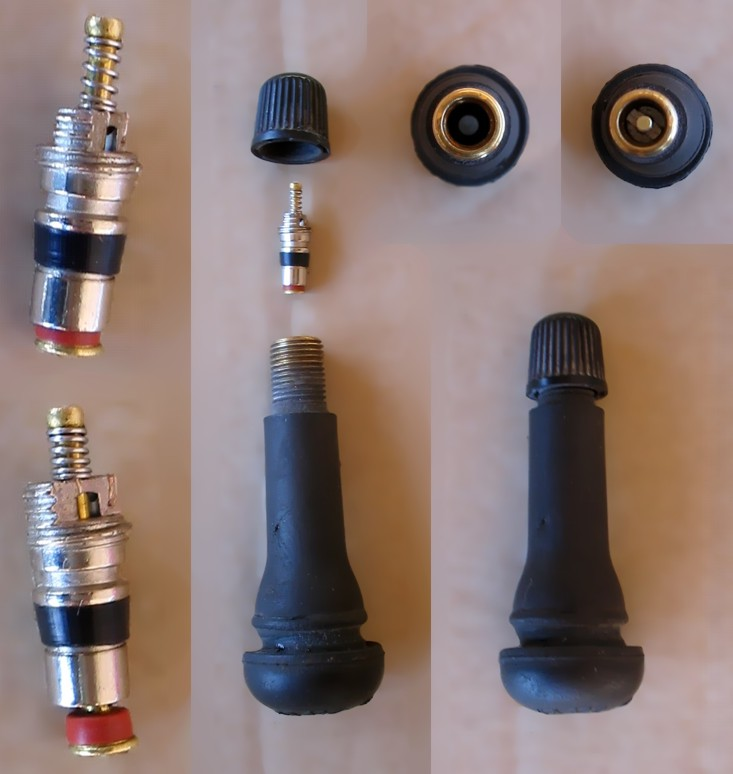
Componentes de la válvula de Schrader (de izquierda a derecha), núcleo de la válvula cerrado (superior) y abierto (inferior). Vista final del tallo sin núcleo y con núcleo (arriba) y el tallo con el tapón a la parte inferior. El núcleo tiene una pequeña rosca exterior que se atornilla a la rosca interna del tallo. La rosca del tallo sostiene el tapón guardapolvo.

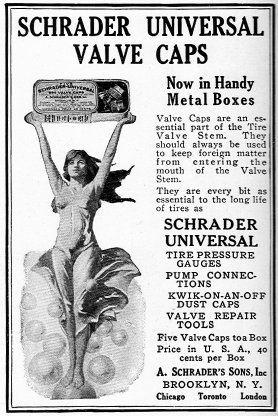
Publicidad de tapones para válvula Schrader en National Geographic, abril de 1921.

La válvula Schrader (también llamada válvula americana) es un tipo de válvula neumática utilizada prácticamente en todos los vehículos de motor actuales. La empresa Schrader, por la cual fue bautizada, fue fundada el 1844 por August Schrader. El diseño original de la válvula Schrader fue inventado el 1891 y patentado en los Estados Unidos el 1893.
La válvula Schrader se compone de un tallo de válvula que contiene un núcleo de válvula interno con sellos de caucho y se utiliza en prácticamente todos los neumáticos de automóviles y de motocicletas, así como en el de muchas bicicletas. El núcleo de la válvula es una válvula maciza asistida por un muelle.

## Usos
Además de cámaras y neumáticos sin cámara, las válvulas Schrader de diferentes diámetros se utilizan en muchos sistemas de refrigeración y aire acondicionado para permitir el mantenimiento, incluida la recarga con refrigerante ; por fontaneros que realizan pruebas de presión de escapes a las instalaciones de cañerías; como un puerto de purga y pruebas del carburante de algunos motores con inyección de combustible; en amortiguadores de aire para bicicletas para permitir el ajuste de la presión de aire según el peso del piloto; y en los hinchables de compensación de flotabilidad (BC) de los sistemas SCUBA donde la capacidad de desconectar fácilmente una manga de aire (incluso bajo el agua) sin la pérdida del aire del tanque es fundamental. Las válvulas Schrader también son ampliamente utilizadas en sistemas hidráulicos de alta presión en aviones. Muchos extintores domésticos utilizan una válvula interna idéntica a una válvula Schrader, pero con una palanca en la parte superior para permitir la liberación rápida del contenido a presión.

## Válvula
Una válvula Schrader se compone de un tubo de metal cilíndrico vacío roscado externamente, típicamente de bronce niquelado. En el centro del extremo exterior hay un pin de metal que apunta a lo largo del eje del tallo de la válvula; el extremo del pin está aproximadamente con el final del cuerpo de la válvula.
Todas las válvulas Schrader que se utilizan en los neumáticos tienen hilos y cuerpos de un solo tamaño estándar al extremo exterior, de forma que las tapas y las herramientas generalmente son universales para las válvulas en todas las aplicaciones comunes. El núcleo de la válvula se puede sacar o estrechar con una herramienta.
Las válvulas Schrader industriales están disponibles en diferentes variantes de diámetros y válvulas, y se utilizan en refrigeración, propano y varios usos. Un nuevo desarrollo es la válvula de Schrader con transmisores integrados para sistemas de control de presión de neumáticos (TPMS).

## Tapón
Un tapón externo es importante en una válvula Schrader porque si no se utiliza, la suciedad y el agua pueden entrar en su interior bloqueándola o contaminar las superficies de sellado y provocar una pérdida. Los tapones suelen ser de metal o de plástico y tienen un sello de caucho (o de caucho sintético) para ayudar a hacer hermético su cierre. El tapón ayuda a evitar que el aire escape por una ligera fuga. Además, la arandela de goma evita que el tapón se afloje y caiga por las vibraciones y, por lo tanto, se pierda, actuando como una almohada entre el tapón y el tallo de la válvula y de este modo amortiguando las vibraciones.

## Schrader vs. otros tipos
Mientras que las válvulas Schrader son prácticamente universales en los neumáticos de automóvil, las cámaras de bicicleta disponen de válvulas Schrader o Presta, con la mayoría de las bicicletas más altas con válvulas Presta. Tanto las válvulas Schrader como las Presta son buenas para sellar presiones elevadas. Sus principales diferencias son que las válvulas Schrader son más grandes y tienen muelles que cierran la válvula, excepto cuando el pin central es presionado. Las válvulas Schrader se utilizan en una amplia variedad de gases comprimidos y aplicaciones líquidas a presión, como por ejemplo una pequeña antorcha y cilindros de parrillas de camping. Las válvulas Schrader también son más complejas (puesto que requieren dos sellos en lugar de uno) y más pesadas que las válvulas Presta.
La válvula Presta tiene 6 mm de diámetro, mientras que las válvulas Schrader para los neumáticos de bicicleta son de 8 mm, el que requiere un orificio de mayor diámetro en una llanta de bicicleta. A pesar de que no es una preocupación por las llantas de bicicletas más anchas, debilitará un lomo de una rueda estrechada, hecho que no permite su uso en bicicletas de carreras. Otro inconveniente del Schrader es que la válvula de la bomba tiene que presionar el pin del muelle para que el aire pueda fluir y poder hinchar, mientras que la válvula Presta se basa en una pequeña rosca que la mantiene cerrada. Para llenar un neumático de bicicletas en una gasolinera, hace falta un adaptador, mientras que con una válvula Schrader no hace falta.
El núcleo extraíble de la válvula Presta se ha convertido en común en muchas aplicaciones, especialmente neumáticos sin cámara, donde la capacidad de introducir el sellador en el neumático a través de la válvula se considera útil. Los ciclistas normalmente usan bombas Presta, o a veces, bombas de doble válvula para válvulas Schrader y Presta. Teniendo en cuenta este punto, la mayoría de las bombas de CO2 también son solo Presta, aunque se venden adaptadores Schrader que utilizan la presión para abrir la válvula Schrader.
Las válvulas Dunlop son compatibles con las bombas para válvula Presta. Las válvulas Dunlop ("británicas") se utilizan ocasionalmente en bicicletas en algunos países, incluido Japón y los Países Bajos.

## Dimensiones
- Rosca externa: 0,305 "x 32 TPI (ref: 3)
- Rosca interna: 0.209 "x 36 TPI